# René Rachou
René Guimarães Rachou (Taubaté, 30 de junho de 1917 — San Salvador, 21 de novembro de 1963) foi um pioneiro médico sanitarista e pesquisador brasileiro. 

## Biografia
René nasceu em Taubaté, no interior de São Paulo, em 1917. Era filho de Bertha Rachou e João Rachou, médico bastante conhecido na cidade e muito popular por ser o diretor esportivo do Esporte Clube Taubaté, que ajudou a fundarem 1914. René herdou o gosto do pai pelos esportes, tendo participado de campeonatos juvenis de tênis pelo país, como integrante do clube Fluminense.
Seguindo os passos do pai, formou-se na Faculdade Nacional de Medicina da Universidade do Brasil (hoje a Universidade Federal do Rio de Janeiro) em 1939. Acreditando precisar do olhar para o elemento social da sociedade, formou-se também em Assistência Social pela mesma universidade, em 1940. Atraído para a área da Saúde Pública, ingressou no Serviço de Profilaxia da Malária do Estado de São Paulo.

## Carreira
Em 1942, entrou no curso de Malária do Departamento Nacional de Saúde, no Rio de Janeiro, terminando a formação como o primeiro da turma. O destaque acadêmico lhe garangiu uma designação para o Laboratório Regional do Sul do país, em 1943, o que o levou a se mudar para Florianópolis. Seu trabalho foi importante para reduzir em 90% a transmissão de malária na cidade ao combater o foco dos mosquitos. Em 1948 participou do IV Congresso Internacional de Medicina Tropical e Malária, ocorrido em Washington D.C., nos Estados Unidos, como integrante da delegação brasileira.
De volta ao Rio de Janeiro, René foi designado chefe do Laboratório Central do Serviço Nacional de Malária (SNM) e logo em seguida diretor de Epidemiologia do órgão. Seu trabalho com inseticidas deixou evidente a necessidade de compreender melhor as questões entomológicas, de modo que ele organizou a Escola de Entomologia do SNM. Foi também Coordenador da Campanha contra a Filariose (1952-1960).
Ajudou a fundar Revista Brasileira de Malariologia, que a partir de 1949 tornou-se um veículo científico fundamental na difusão de pesquisas sobre a malária e outras doenças tropicais. Em 1955, foi nomeado diretor do Instituto de Malariologia, recém-transferido para Belo Horizonte. Posteriormente, ele se tornaria o Centro de Pesquisas de Belo Horizonte, ligado ao Instituto Nacional de Endemias Rurais (INERu). René permaneceu à frente do centro até 1957. Desde 1966, em sua homenagem, a unidade passou a levar seu nome, sendo conhecida, hoje, como Instituto René Rachou (Fiocruz Minas).
No começo da década de 1960, René foi convidado a trabalhar pela Oficina Sanitária Pan-Americana, onde percorreu os países da América do Sul na intenção de desenvolver estudos epidemiológicos sobre doenças tropicais, em particular a malária.

## Morte
René estava na cidade de San Salvador, comandando um grupo de pesquisas, quando sofreu um grave acidente de carro e morreu em 21 de novembro de 1963, aos 46 anos.
| “ | O Dr. Rachou deixou um vazio difícil de preencher no quadro de higienistas e pesquisadores continentais que trabalham para a saúde dos povos das Américas | ” |

## Legado
Por meio do Decreto n. 59.149, de 26 de agosto de 1966, determinou-se a alteração do nome do Centro de Pesquisas de Belo Horizonte, do Instituto Nacional de Endemias Rurais, do Departamento Nacional de Endemias Rurais (DNERu), do Ministério da Saúde – para Centro de Pesquisas René Rachou, instituição ligada à Fiocruz, no Rio de Janeiro, conhecida como Fiocruz Minas.